# Prerijski galeb
Prerijski galeb (Leucophaeus pipixcan) je mali galeb (duljine 32–36 cm). Ime roda Leucophaeus potječe od starogrčkog leukos, "bijeli", i phaios, "sumračan". Specifični naziv pipixcan naziv je za ovu vrstu galeba na Nahuatlanskim jezicima.

## Opis
Gnijezdi se u središnjim provincijama Kanade i susjednim državama na sjeveru Sjedinjenih Država. To je ptica selica, koja prezimljuje u Argentini, na Karibima, u Čileu i Peruu.
Ljetno perje odrasle ptice je bijelo, a leđa i krila mnogo su tamnije sivi od svih galebova slične veličine, osim većeg aatečkog galeba. Krila imaju crne vrhove s bijelom trakom. Kljun i noge su crvene. Crna kapuljača odrasle ptice u doba parenja uglavnom se gubi zimi.
Mlade ptice slične su odraslim, ali imaju manje razvijene kapuljače i nedostaje im bijeli pojas na krilima. Zrelost postiżu s 3 godine.
Mjere:
- Duljina : 32-36 cm
- Težina : 230-300 g
- Raspon krila : 85-95 cm

Iako ptica nije često viđena na obalama Sjeverne Amerike, javlja se kao rijedak skitnica u sjeverozapadnoj Europi, južnoj i zapadnoj Africi, Australiji i Japanu, s jednim zabilježenim viđenjem u Eilatu u Izraelu 2011. (Smith 2011) i jednim u Larnaki na Cipru, u srpnju 2006. Početkom 2017. primijećena je i u južnoj Rumunjskoj.

## Ponašnje
Ove ptice su svežderi poput većine galebova, pa će loviti i tražiti odgovarajući mali plijen. U proljeće će na rijekama kao što je Bow velike grupe plutati sa strujom, jedući kukce koji se izlijegaju. Ponašanje uključuje prolazak kroz određenu dionicu i vraćanje na početak.

## Razmnožavanje
Ptice se gnijezde u kolonijama u blizini prerijskih jezera. Gnijezda grade na tlu, rjeđe na plutajućim objektima. Dva ili tri jaja inkubiraju se oko tri tjedna.

## Etimologija
Engleski naziv ptice, Franklin's gull, je počast arktičkom istraživaču Sir Johnu Franklinu, koji je vodio ekspediciju 1823. godine u kojoj je dobavljen prvi primjerak Franklinovog galeba.

## Vanjske poveznice
- Mediji za Franklin's gull. Internet Bird Collection
- Franklin's Gull Species Account – Cornell Lab of Ornithology
- Franklin's Gull - Larus pipixcan  Arhivirana inačica izvorne stranice od 17. rujna 2008. (Wayback Machine) – USGS Patuxent Bird Identification InfoCenter
- Poštanske marke (za Maršalove otoke) sa zemljovidom rasprostiranja za Ameriku
- Galerija slika na temu Franklin's gull na stranici VIREO (Sveučilište Drexel)
- Franklin's Gull article photo 1 of 3 write-up and photos

### Ostali projekti
|  | Zajednički poslužitelj ima stranicu o temi Leucophaeus pipixcan    |
|  | Zajednički poslužitelj ima još gradiva o temi Leucophaeus pipixcan |
|  | Wikivrste imaju podatke o taksonu Leucophaeus pipixcan             |